# کازوهیرو فوروهاشی
کازوهیرو فوروهاشی ((به ژاپنی: 古橋 一浩 Kazuhiro Furuhashi)؛ زادهٔ ۹ ژوئن ۱۹۶۰) کارگردان فیلم، فیلم‌نامه‌نویس، پویانما، و کارگردان اهل ژاپن است.